# Archie Hahn
Charles Archibald „Archie“ Hahn, genannt der Meteor von Milwaukee (* 14. September 1880 in Dodgeville, Wisconsin; † 21. Januar 1955 in Charlottesville, Virginia) war ein US-amerikanischer Leichtathlet.

## Karriere
Hahn gewann bei den Olympischen Spielen 1904 in St. Louis drei Goldmedaillen, im 60-, 100- und 200-Meter-Lauf. Er erreichte damit ein Triple, das heutzutage nicht mehr möglich ist, denn der 60-Meter-Lauf wird bei den Olympischen Spielen nicht mehr ausgetragen. Im 200-Meter-Lauf lief er mit 21,6 s einen Weltrekord und olympischen Rekord. Der Weltrekord hielt bis 1914, der olympische Rekord bis zu den Olympischen Spielen 1932 in Los Angeles. Die schnelle Zeit konnte er deshalb erzielen, weil die 200 Meter auf einer durchgehend geraden Strecke gelaufen wurden.
Bei den Olympischen Zwischenspielen 1906 in Athen gewann er den Sprint über 100 Meter. Weitere Medaillen blieben ihm versagt, da der 60- und der 200-Meter-Lauf in Athen nicht im Programm waren.
Hahn war mehrfacher amerikanischer Landesmeister auf verschiedenen Sprintstrecken. Nach seiner aktiven Karriere wurde er Trainer und schrieb ein Buch, How to sprint. 1983 wurde er postum in die Hall of Fame der US-Leichtathletik (National Track & Field Hall of Fame) und 1991 in die Virginia Sports Hall of Fame aufgenommen.

## Veröffentlichungen
- How to sprint, Lehrbuch des Sprinttrainings.